# Rudi Dörrenbächer
Rudi Dörrenbächer (* 31. März 1933; † 29. Juni 2013) war ein deutscher Fußballspieler, der als Stürmer von Borussia Neunkirchen in den Jahren 1957 bis 1963 in der Fußball-Oberliga Südwest 168 Spiele absolviert und dabei 136 Tore erzielt hat.

## Laufbahn

### Oberliga Südwest, 1957 bis 1963
Mit dem FC Hellas Marpingen, im Landkreis St. Wendel gelegen, belegte Rudi Dörrenbächer in der Saison 1956/57 in der Amateurliga Saarland hinter Meister FC Homburg und dem Vize SC Friedrichsthal den dritten Rang und zeichnete sich dabei als herausragender Torschütze aus. Da er seine Torjägerqualitäten auch in der saarländischen Amateur-Verbandsauswahl bestätigen konnte, verpflichtete das Präsidium des Oberligisten Borussia Neunkirchen um Norbert Engel und Kurt Gluding den athletischen Goalgetter zur Runde 1957/58 in die „Stadt der Kohle und des Eisens“.
Trainer Bernd Oles setzte den neuen Mittelstürmer sofort im ersten Verbandsspiel in der Oberliga Südwest, am 11. August 1957, gegen Saar 05 Saarbrücken im heimischen Ellenfeldstadion ein. Gemeinsam mit Ewald Follmann, Karl Ringel, Horst Meurer und Werner Emser bildete Dörrenbächer beim 2:1-Heimerfolg der schwarz-weißen Borussia den Angriff. Eine Woche danach, am 18. August, zeichnete sich der Ex-Amateur aus Marpingen beim 7:1-Erfolg auf dem Lautrer Erbsenberg gegen den VfR Kaiserslautern erstmals als dreifacher Torschütze aus. Am Schlusstag der Runde, am 14. April 1958, steuerte er in der 53. Minute den Siegtreffer zum 1:0-Heimsieg gegen den Meister FK Pirmasens bei. Mit einem Punkt Rückstand hinter der Mannschaft um Spielmacher und Torjäger Helmut Kapitulski belegten die Saarländer den dritten Rang. In seiner Oberligadebütrunde hatte Dörrenbächer alle 30 Spiele bestritten und dabei 24 Tore erzielt. In den drei folgenden Jahren konnte der Mann mit dem Torinstinkt seine Abschlussqualitäten mit weiteren 59 Toren unterstreichen. Die Borussen-Elf holte sich dreimal in Folge die Vizemeisterschaft im Südwesten und zog damit auch in die Endrundenspiele um die deutsche Fußballmeisterschaft ein. 1959 und 1961 scheiterte die Elf vom Ellenfeld in der Qualifikation an Werder Bremen und Eintracht Frankfurt.
In diesen Runden gelang durch einen 1:0-Erfolg am 27. September 1959 in der Landeshauptstadt im Finale des südwestdeutschen Pokals gegen den 1. FC Saarbrücken der Einzug in das DFB-Halbfinale. Dort setzten sich Dörrenbächer und seine Mannschaftskameraden am 3. Oktober mit einem 2:1-Heimerfolg gegen den VfR Mannheim durch und zogen damit in das DFB-Pokalfinale 1959 ein. Am 27. Dezember in Kassel setzten sich aber die jungen Offensivtalente von Schwarz-Weiß Essen – Horst Trimhold, Manfred Rummel, Hans Küppers, Theo Klöckner – im Auestadion souverän mit 5:2 Toren gegen Neunkirchen durch. Dörrenbächers Treffer zum 2:5-Endstand in der 89. Minute stellte nur noch Ergebniskosmetik dar. Auch die dreiwöchige Reise in die Sowjetunion Ende Juli/Anfang August 1960 stellte einen Höhepunkt dar.
Durch die geglückten Verstärkungen im Spielerkader durch die Neuzugänge Erich Leist und Erwin Glod (beide aus Marpingen), Horst Kirsch (Merchweiler), Günter Kuntz (VfR Kaiserslautern), Dieter Schock (Wiebelskirchen) und zur Runde 1961/62 durch die beiden Stürmer Elmar May und Paul Pidancet von Eintracht Trier sowie dem Außenläufer Achim Melcher aus Bad Kreuznach, war das sportliche Potenzial der Mannschaft um den 28-jährigen Dörrenbächer so gewachsen, dass mit Trainer Alfred Preißler in der Saison 1961/62 mit 48:12 Punkten und dem Torverhältnis von 102:29 Toren der Meisterschaftsgewinn in der Oberliga Südwest glückte. Im Ellenfeld holte sich der neue Meister 28:2 Punkte – lediglich zwei 2:2-Remis gegen Pirmasens und Oppau – und Rudi Dörrenbächer setzte sich mit 37 Treffern die Torschützenkrone in der Südwestliga auf. Reinhold Straus (Worms) folgte mit 27 Toren vor den beiden besten Schützen des Vizemeisters FK Pirmasens, Rolf Fritzsche (24) und Klaus Matischak mit 23 Toren auf den Plätzen.
Dörrenbächer erzielte in fünf Spielen jeweils drei Tore und traf beim 11:0-Erfolg gegen die Sportfreunde Saarbrücken am 4. Februar 1962 viermal in das gegnerische Netz. In der wegen der Fußball-Weltmeisterschaft 1962 in Chile verkürzten Endrunde um die deutsche Meisterschaft agierte Neunkirchen samt Torjäger unglücklich. Man führte gegen den FC Schalke 04 und den 1. FC Nürnberg jeweils mit 2:0 Toren und verlor beide Spiele in den Schlussminuten mit 2:3. Daraus resultierte dann auch die abschließende 0:1-Niederlage am 5. Mai in Saarbrücken gegen Tasmania 1900 Berlin, wo die geknickten Borussen nicht mehr ihre wahre Leistungsstärke abrufen konnten. Insgesamt bestritt Dörrenbächer von 1959 bis 1962 in der Endrunde elf Spiele und erzielte dabei vier Tore.
Sein vorletztes Oberligaspiel absolvierte Rudi Dörrenbächer am 12. April 1963 beim 3:0-Heimsieg gegen TuRa Ludwigshafen, wo er in der 81. Minute sein 15. Tor in der laufenden Runde erzielte.

### Tragisches Ende der Spielerlaufbahn
Bei einem Nachholspiel der Oberliga Südwest am 15. April 1963 beim VfR Frankenthal erzielte Dörrenbächer in der 18. Minute per Kopf den Führungstreffer, wurde dabei jedoch vom Torwart mit der Faust unglücklich an der Schläfe getroffen, stürzte ohne jede Reaktion auf den hart gefrorenen Boden und zog sich einen Schädelbasisbruch zu. Er wurde in das Krankenhaus nach Ludwigshafen eingeliefert und lag sechs Wochen im Koma. Nach der Rekonvaleszenz war eine Fortsetzung der Spielerkarriere nicht mehr möglich. Später wurde der Polizeibeamte wegen eines Hüftleidens frühzeitig pensioniert.

### Spielerbeschreibung
Mannschaftskapitän Karl Ringel beschreibt den Torjäger als einen „typischen Vollstrecker“. Stopper Erich Leist sagt von ihm: 

„Der Rudi war ein eigensinniger Spieler im guten Sinne, für das Kombinationsspiel eher nicht geeignet. Wir und auch die Gegner wussten nie genau, was er nun als Nächstes macht. Dabei war er weder schuss- noch kopfballstark. Der Elmar May und der Günther Kuntz hatten einen viel härteren Schuss, während der Rudi den Ball am liebsten über die Linie getragen hätte. Wir haben ihn ganz gut frei gespielt in der Meisterschaftssaison, aber viele seiner Treffer waren Eigenleistungen, die hat er selbst herausgespielt.“